# Gregor von Nazianz

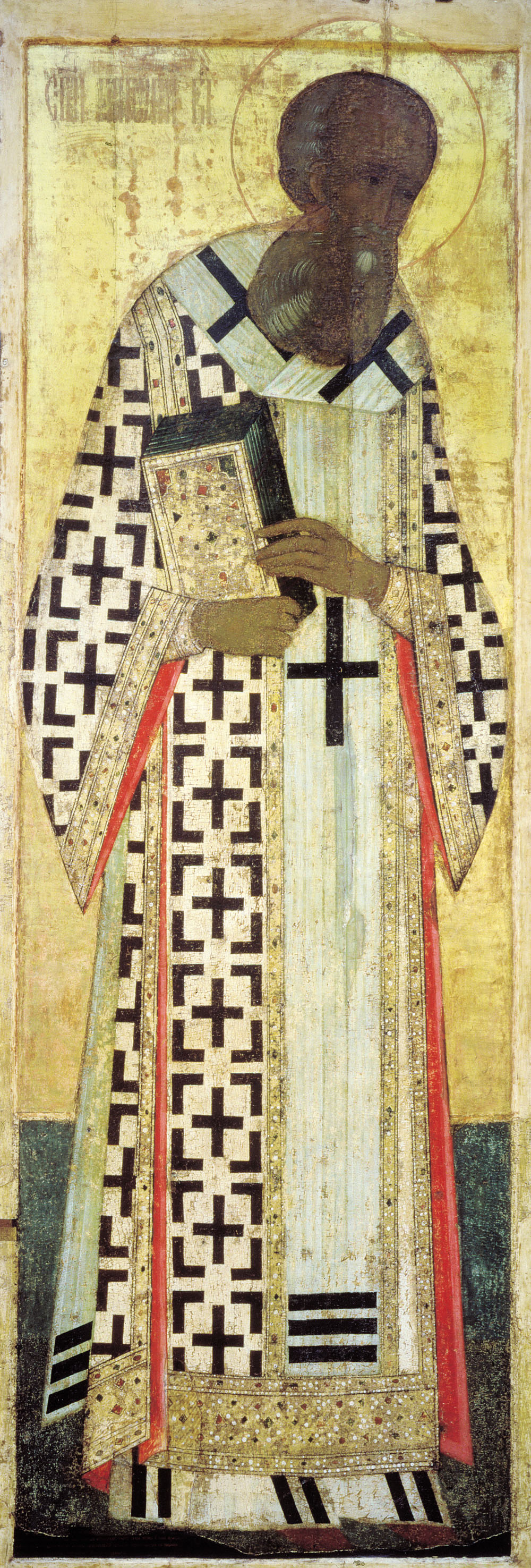
Andrei Rubljow: Gregor der Theologe (Ikonostase der Uspenski-Kathedrale in Wladimir, 1408)

Gregor von Nazianz, auch Gregorius von Nazianzus, altgr. Γρηγόριος Α’ ὁ Ναζιανζηνός, Γρηγόριος ὁ Θεολόγος (* um 329 in Arianzos bei Nazianz (östl. von Aksaray) in Kappadokien; † 25. Januar 390 ebenda), war Bischof von Sasima (heute das Titularbistum Sasima) in Kappadokien, dem heutigen Çavdarlı, kurzzeitig Metropolit von Konstantinopel und mit Basilius dem Großen und dessen Bruder Gregor von Nyssa einer der drei kappadokischen Väter, die auch als das kappadokische Dreigestirn bezeichnet werden. Alle drei prägten die Theologie des 4. Jahrhunderts mit der Ausarbeitung der Lehre von der Trinität entscheidend.
Er ist einer der vier großen griechischen Kirchenlehrer der Alten Kirche und einer von nur drei Kirchenvätern, denen offiziell der Titel der Theologe (ὁ Θεολόγος) verliehen wurde (die beiden anderen sind der Apostel Johannes und Symeon der Neue Theologe). Zusammen mit Basilius dem Großen und Johannes Chrysostomos ist er einer der drei heiligen Hierarchen.

## Kirchengeschichtliche Zeitumstände
Gregor wurde wenige Jahre nach dem Ersten Konzil von Nicäa geboren. Der Arianismus war zwar vom Konzil verurteilt worden, setzte sich aber bis über die Mitte des Jahrhunderts hinaus in Politik und Gesellschaft weitgehend durch, besonders in der von den arianischen Goten dominierten Armee, dem Kaiserhaus und der Hauptstadt Konstantinopel.

## Leben
Gregors Vater, Gregor von Nazianz der Ältere, ein durch den Einfluss seiner Frau konvertierter Jude, zuerst Rhetor und dann 45 Jahre lang Bischof von Nazianz, und seine Mutter Nonna wurden ebenso wie seine beiden Geschwister Caesarius von Nazianz und Gorgonia heiliggesprochen. Sein Bruder Caesarius († 368) war Arzt am Hof Kaiser Julians und Statthalter von Bithynien.
Über Gregors Leben sind viele Einzelheiten bekannt, in erster Linie durch die zahlreichen erhaltenen Briefe, die auch wertvolle historische Zeitzeugen sind, aber ebenso durch die Grabreden, die er für seine Eltern und Geschwister und seinen Freund Basilius hielt.
Gregor studierte in Caesarea in Kappadokien, in Caesarea in Palästina, Alexandria und Athen und war damit ein weitgereister und hochgebildeter Mann seiner Zeit. In der gemeinsamen Studienzeit in Athen kam es zu einer engen Freundschaft mit Basilius dem Großen. In seiner Grabrede für Basilius gibt er eine lebhafte Schilderung des damaligen Studentenlebens. Ein weiterer Mitstudent war 355 der spätere Kaiser Julian, für den er jedoch, wie er in den zwei Reden gegen Julian zeigte, keine Vorliebe empfand.
Nach dem Studium führte er zwei Jahre mit Basilius in Pontos ein asketisches Einsiedlerleben, geprägt durch körperliche Arbeit, intensives Bibelstudium und Gebet.
Dann musste er seine Zeit teilen zwischen der Familienpflicht, seinem bereits 85 Jahre alten Vater in der Führung des Bistums zu helfen, und seinem Ideal, dem zurückgezogenen, asketischen Leben.
361 wurde er, sehr gegen seinen Willen, von seinem Vater zum Priester geweiht. Diese inneren Kämpfe schildert er eindrücklich in einer Predigt, die zu einem Klassiker über die Verantwortung des Priesteramts wurde, so dass sie noch heute im Katechismus der Katholischen Kirche zitiert wird.
370 wurde Basilius Metropolit von Caesarea (nachdem Basilius zuerst Gregor für das Amt vorgeschlagen hatte) und damit Protagonist im Kampf gegen den Arianismus. Um seine Position politisch zu stärken, machte er seinen Freund Gregor von Nazianz und seinen Bruder Gregor von Nyssa zu Bischöfen, wovon keiner der beiden besonders begeistert war.
Nach dem Tod seiner Eltern und Geschwister zog sich Gregor, selbst bei schlechter Gesundheit, ein weiteres Mal in die ersehnte Einsamkeit zurück (und zwar in das Thekla-Heiligtum bei Seleukia).
379 wurde er jedoch von der kleinen orthodoxen Gemeinde als einziger orthodoxer Priester im arianisch dominierten Konstantinopel berufen. Da ihm unterdessen alle arianischen Kirchen verschlossen waren, begann er in einem Kellerlokal zu predigen, unter anderem seine fünf theologischen Reden, für die ihm postum vom Konzil von Ephesos der Titel der Theologe verliehen wurde (ein Titel, der außer ihm nur dem Apostel Johannes, dem Verfasser des vierten Evangeliums, und dem späteren Simeon, dem „Neuen Theologen“ zukommt). Als einer der brillantesten Redner der frühen Kirchengeschichte zog er ein ständig wachsendes Publikum an – was auf der anderen Seite zu verbalen und lebensgefährlichen tätlichen Angriffen von Arianern führte. Sie konnten jedoch nicht verhindern, dass sich die Stadt unter Gregors Einfluss wieder zur trinitarischen Orthodoxie bekehrte. Einer seiner Schüler in dieser Zeit war Hieronymus, der spätere Kirchenvater und Übersetzer der Vulgata.
380 wurde er unter Begeisterungsstürmen der Bevölkerung zum Metropoliten von Konstantinopel ernannt. Er hatte beträchtlichen Einfluss auf die Entscheidungen des ersten Konzils von Konstantinopel, das er anfänglich leitete. Andererseits setzte er sich als Patriarch von Konstantinopel zwischen sämtliche Stühle: Beim Hof und bei der höheren Geistlichkeit (die mehrheitlich kurz vorher noch arianisch gewesen war) rief der Asket aus der Provinz, der in seinem Leben und seinen Predigten jeden Luxus strikt ablehnte, milde ausgedrückt, Befremden hervor, das Volk enttäuschte er, weil er seinen Einfluss beim Kaiser nicht ausnützte. Den grassierenden Intrigen war er erst recht nicht gewachsen.
Am Zweiten Ökumenischen Konzil in der Irenenkirche in Konstantinopel nahm er 381 teil. Er trat im selben Jahr – offensichtlich erleichtert – vom Amt des Metropoliten zurück.

### „Ruhe ist die einzige Sicherheit für das Seelenheil“
In 383 wurde er wieder zu einer Synode eingeladen. Dem einladenden kaiserlichen Beamten schrieb er:

„Wenn ich offen mit dir reden darf, steht es so mit mir: Ich gehe jeder Versammlung von Bischöfen aus dem Weg. Ich habe noch nie erlebt, dass bei solcher Versammlung etwas Gutes herausgekommen ist und einem Übel ein Ende gesetzt worden wäre. Im Gegenteil, das Übel wurde immer nur vergrößert. Es gibt da immer nur Streit und Herrschsucht. Bitte glaube nicht, ich wolle immer nur kritisieren. Ich kann es kaum in Worte fassen: Wer einen zur Rede stellt, wird der Bosheit bezichtigt, statt dass es den anderen bessern würde. Deshalb bleibe ich für mich und halte fest an der Meinung, dass Ruhe die einzige Sicherheit für das Seelenheit ist.“

Den Rest seines Lebens verbrachte er als Einsiedler auf einem kleinen Rest seines väterlichen Guts Arianzos (sein übriges Erbe hatte er, dem Vorbild seines Freunds Basilius folgend, nach dem Tod des Vaters den Armen gespendet), mit einem Brunnen und einem Garten als einzigem Luxus. In dieser Zeit entstanden die Briefe zur Auseinandersetzung mit Apollinarius, ein weiterer Beweis seiner Beherrschung von Sprache und theologischer Argumentation, und ebenso ein großer Teil seines poetischen Werks.
Gregor starb am 25. Januar 390 in Arianzos. Seine Gebeine wurden lange in Konstantinopel verehrt, jedoch 1204 beim vierten Kreuzzug von den westlichen Christen geraubt und im Petersdom von Rom aufbewahrt. 2004 wurden sie von Papst Johannes Paul II. wieder nach Konstantinopel zurückgegeben.

## Theologie
Für Gregor sind geistliche Reife und sorgfältiges Studium der Bibel unverzichtbare Voraussetzungen für seriöse Theologie (1. Theologische Predigt) – praktizierte Askese und geistliche Disziplin sind eng verbunden mit theologischer Einsicht.
Seine theologische Argumentation konzentriert sich auf die Bibel und auf logische Überlegungen.
Er verlangt, dass Bibelstellen im Kontext der gesamten Bibel ausgelegt werden müssen, aber er geht bei der Auslegung auch sehr sorgfältig auf sprachliche Feinheiten ein, diskutiert z. B. sämtliche möglichen Bedeutungen von „kann nicht“ und fragt dann, welche dieser Bedeutungen für Joh 5,19  angemessen ist, oder er durchsucht die Bibel nach dem Wort „bis“, um es in 1 Kor 15,25  richtig zu interpretieren.
Er geht von einer fortgesetzten Offenbarung aus: die Schrift zeigt vom Alten bis zum Neuen Testament die Pläne Gottes mit zunehmender Klarheit auf.
Eines seiner Hauptthemen ist die Inkarnation Jesu Christi, Jesus Christus als wahrer Mensch und wahrer Gott, besonders deutlich ausgeführt in der 3. und 4. theologischen Rede, aber auch in seiner Weihnachtspredigt XXXVIII.
Seine Zusammenfassung der Trinitätslehre wird im Katechismus der Katholischen Kirche zitiert:

„Bewahrt mir vor allem dieses gute Vermächtnis, für das ich lebe und kämpfe, mit dem ich sterben will und das mich alle Übel ertragen und alle Vergnügungen gering schätzen lässt: nämlich das Bekenntnis des Glaubens an den Vater und den Sohn und den Heiligen Geist. Ich vertraue es euch heute an. In ihm werde ich euch in dieser Stunde ins Wasser tauchen und daraus herausheben. Ich gebe es euch zum Begleiter und Beschützer eures ganzen Lebens. Ich gebe euch eine einzige Gottheit und Macht, die als Eine in den Dreien existiert und die Drei auf je verschiedene Weise enthält. Eine Gottheit ohne Ungleichheit der Substanz oder Natur nach, ohne erhöhenden höheren Grad oder erniedrigenden niederen Grad […] Es ist die unendliche Naturgleichheit dreier Unendlicher. Gott als ganzer, jeder in sich selbst betrachtet […] Gott als die Drei, zusammen betrachtet […] Kaum habe ich begonnen, an die Einheit zu denken, und schon taucht die Dreifaltigkeit mich in ihren Glanz. Kaum habe ich begonnen, an die Dreifaltigkeit zu denken, und schon überwältigt mich wieder die Einheit.“

## Gedenktage
- Katholisch: 2. Januar (Gebotener Gedenktag im Allgemeinen Römischen Kalender, nicht gebotener Gedenktag im Liturgischen Kalender der Alt-Katholiken, bei beiden zusammen mit Basilius dem Großen)
- Evangelisch:
  - Evangelische Kirche in Deutschland: 8. Mai (Gedenktag im Evangelischen Namenkalender)
  - Lutherische Kirche – Missouri-Synode: 10. Januar
  - Evangelisch-Lutherische Kirche in Amerika: 14. Juni
- Anglikanisch: 2. Januar[5]
- Orthodox: 25. Januar, 30. Januar

Gregor gilt als Schutzpatron der Dichter und für eine gute Ernte.

## Werkübersicht

### Reden und Predigten
Es sind über fünfzig Reden und Predigten von Gregor erhalten, darunter die sehr persönlichen und biographisch und zeitgeschichtlich aufschlussreichen Grabreden für seine Eltern und Geschwister und für seinen Freund Basilius. Am theologisch bedeutsamsten sind jedoch die
- Fünf Theologischen Reden, gehalten 379 in Konstantinopel, in denen er die Dreifaltigkeit des Konzils von Nizäa definiert und erläutert. Für diese Reden wurde ihm beim ökumenischen Konzil von Ephesos der Titel der Theologe (der, der über Gott spricht) verliehen.

### Briefe
Es gibt über 200 erhaltene Briefe von Gregor. Theologisch bedeutsam sind die Briefe über die Auseinandersetzung mit Apollinarius, biographisch aufschlussreich der ausgedehnte Briefwechsel mit Basilius, und historisch wertvoll die Briefe an seinen Bruder Caesarius am kaiserlichen Hof und verschiedene höhere Beamte. Gregors Briefe sind stilistisch perfekt formuliert, oft Spiegel seines Charakters und seiner inneren Kämpfe, manchmal humorvoll (er war der einzige, der es wagte, den temperamentvollen und autokratischen Basilius aufzuziehen), dann wieder scharfsinnig argumentierend.

### Gedichte
Neben seiner theologischen Eminenz war Gregor auch ein bedeutsamer Dichter, einer der besten griechischen Dichter der Spätantike.
In seinem, mit 334 Versen relativ kurzen Gedicht Gegen die Putzsucht der Frauen polemisiert er hauptsächlich gegen das Schminken der Frauen. Er verbindet dabei christliche Lebenshaltung mit antikem Gedankengut. Einerseits fordert er für den Kirchgang schlichte Schmucklosigkeit. Andererseits schmückt er sein Gedicht mit einer poetischen Sprache und verwendet reichlich den überlieferten Motivschatz der griechischen Literatur zu diesem Thema bei Homer, Hesiod, den griechischen Philosophen, der griechischen Komödie und weiteren.
Eines seiner Gedichte wurde zu einem Taizélied vertont.

## Werke
Reden
- Gregor von Nazianz. Orationes theologicae. – Theologische Reden, übersetzt und eingeleitet von Hermann Josef Sieben SJ (Fontes Christiani, 22), Freiburg – Basel – Wien – Barcelona – Rom – New York 1996.
- Gregor von Nazianz. Orationes 32–37. – Konstantinopler Reden, eingeleitet und kommentiert von Notker Baumann, übersetzt von Christoph Hartmann. (Fontes Christiani, 99), Freiburg – Basel – Wien 2023.
- Joseph Barbel: Gregor von Nazianz. Die fünf theologischen Reden. Text und Übersetzung mit Einleitung und Kommentar (Testimonia. Schriften der altchristlichen Zeit, 3), Düsseldorf, 1963.
- Gregor von Nazianz, Manfred Kertsch (Hrsg.): Reden. Über den Frieden, über die Liebe zu den Armen. 1983, ISBN 3-466-25035-8.

Briefe
- Michael Wittig: Gregor von Nazianz. Briefe. Eingeleitet, übersetzt und mit Anmerkungen versehen (Bibliothek der griechischen Literatur, 13), Stuttgart 1981.

Gedichte
- Andreas Knecht: Gregor von Nazianz. Gegen die Putzsucht der Frauen. Verbesserter griechischer Text mit Übersetzung, motivgeschichtlichem Überblick und Kommentar, Heidelberg 1972.
- Roberto Palla (Herausgeber), Manfred Kertsch (Übersetzer): Gregor von Nazianz: Carmina de virtute Ia/Ib. (Grazer theologische Studien). Eigenverlag des Instituts für ökumenische Theologie und Patrologie, Graz 1985, ISBN 3-900797-10-2.
- Gregor von Nazianz: Gegen die Habsucht (Carmen 1, 2, 28). Einleitung und Kommentar von Ulrich Beuckmann. (Studien zur Geschichte und Kultur des Altertums, N. F. 2, 6). Schöningh, Paderborn 1988, (Digitalisat).
- Gregor von Nazianz: Über die Bischöfe (Carmen 1, 2, 12). Einleitung, Text, Übersetzung, Kommentar von Beno Maier. (Studien zur Geschichte und Kultur des Altertums, N. F. 2, 7). Schöningh, Paderborn 1989, (Digitalisat).
- Gregor von Nazianz: Gegen den Zorn (Carmen 1, 2, 25). Einleitung und Kommentar von Michael Oberhaus. Mit Beiträgen von Martin Sicherl. (Studien zur Geschichte und Kultur des Altertums, N. F. 2, 8). Schöningh, Paderborn 1991, (Digitalisat).
- Gregor von Nazianz: Der Rangstreit zwischen Ehe und Jungfräulichkeit (Carmen 1, 2, 1, 215–732). Einleitung und Kommentar von Klaus Sundermann. Mit Beiträgen von Martin Sicherl. (Studien zur Geschichte und Kultur des Altertums, N. F. 2, 9). Schöningh, Paderborn 1991, (Digitalisat).
- Gregor von Nazianz, Mahnungen an die Jungfrauen (Carmen 1, 2, 2). Kommentar von Frank Erich Zehles und María José Zamora. Mit Einleitung und Beiträgen von Martin Sicherl. (Studien zur Geschichte und Kultur des Altertums, N. F. 2, 13). Schöningh, Paderborn 1996, (Digitalisat).
- Gregor von Nazianz: De humana natura (c. 1, 2, 14). Text, Übersetzung, Kommentar von Kristijan Domiter. (Patrologia Bd. 6) Frankfurt 1999.
- Thomas Kuhn: Schweigen in Versen. Text, Übersetzung und Studien zu den Schweigegedichten Gregors von Nazianz (II,1,34A/B). de Gruyter, Berlin 2014 (Beiträge zur Altertumskunde; 328), ISBN 978-3-11-034550-6.

Zur Philokalie
- George Lewis (Hrsg.): Philokalia: Auswahl der Texte von Origenes, zusammengestellt von Basilius von Caesarea und Gregor von Nazianz, Edinburgh 1911 (englisch).